# Utenzi wa Tambuka
Utenzi (o Utendi) wa Tambuka (o wa Hirqal) (in swahili, "Il canto di Tambuka" o "di Eraclio") è un poema epico del 1728. È una delle più antiche composizioni conosciute in lingua swahili. Racconta diversi episodi delle guerre fra arabi e bizantini e fra ottomani e bizantini, compresi fra la battaglia di Mu'tah (628 d.C.) e la caduta di Costantinopoli (1453). Il nome "Eraclio", che compare in uno dei titoli dei manoscritti ritrovati, si riferisce a Eraclio I; "Tambuka" è invece il nome swahili della città di Tabuk, in Arabia Saudita. L'eroe principale del poema è ʿAlī ibn Abī Ṭālib, nipote del Profeta, sposato con la figlia maggiore di Maometto, al quale il testo si riferisce attraverso numerosi appellativi, fra cui Haidar ("il leone").

## Manoscritti
Il più antico manoscritto dell'opera finora ritrovato riporta l'anno 1141 del calendario islamico, corrispondente al 1728. Fu vergato a Yunga, un palazzo reale dell'antica città di Pate, nell'arcipelago di Lamu. Nelle strofe 1124-1125 si dice che l'opera fu scritta per volere del "re di Yunga" (ovvero il Sultano di Pate), allo scopo di celebrare le gesta dei primi seguaci di Maometto. Al passo 1146, l'autore si presenta come Mwengo, figlio di Osman (Athumani). Di Mwengo non si sa molto altro, se non che gli vengono attribuiti anche alcuni altri poemi. Anche a suo figlio, Abu Bakr bin Mwengo, viene attribuito un poema epico minore, imitazione dell'opera del padre, datato alla metà del XVIII secolo.
Come tutte le opere in swahili antiche, l'Utendi è scritto nell'alfabeto arabo (il cosiddetto stile ajami). La lingua è una variante settentrionale dello swahili noto come kiamu; alcuni manoscritti differiscono leggermente da quello di Pate, rivelando l'influenza di altri dialetti, come il kigunya e il kiunjuga (lo swahili di Zanzibar).

## Forma dell'opera
La struttura dell'Utendi wa Tambuka è una delle forme tipiche della letteratura poetica swahili, detta utenzi. Nell'utenzi, i versi sono composti da otto sillabe e disposti a gruppi di quattro ("stanze"); i primi tre versi di ogni stanza si chiudono con sillabe che fanno rima fra loro, mentre il quarto si conclude con una sillaba che è sempre la stessa per l'intera opera. Poiché la maggior parte delle parole swahili hanno l'accento sulla penultima sillaba, i versi dell'opera hanno sempre un accento sull'ultima o sulla penultima sillaba.